# Oswald le lapin chanceux
Vous lisez un « bon article » labellisé en 2009.  Il fait partie d'un « bon thème ».
 Pour plus de détails, voir Fiche technique et Distribution
Oswald le lapin chanceux (Oswald the Lucky Rabbit) est une série de dessins animés américains tournant autour du personnage du même nom créé par Ub Iwerks et Walt Disney en 1927 et distribués par Universal Pictures, qui en détenait les droits. Le personnage d'Oswald le lapin a commencé sa carrière en 1927, juste après la fin des Alice Comedies.
Après quelques épisodes, Universal a confié la production à d'autres studios que celui de Disney, dont ceux de Charles B. Mintz et de Walter Lantz. C'est au moment de l'arrêt du contrat entre Disney et Universal qu'est né le personnage de Mickey Mouse.
Le personnage d'Oswald a été « récupéré » par la Walt Disney Company en février 2006 à la faveur d'un échange.

## Historique

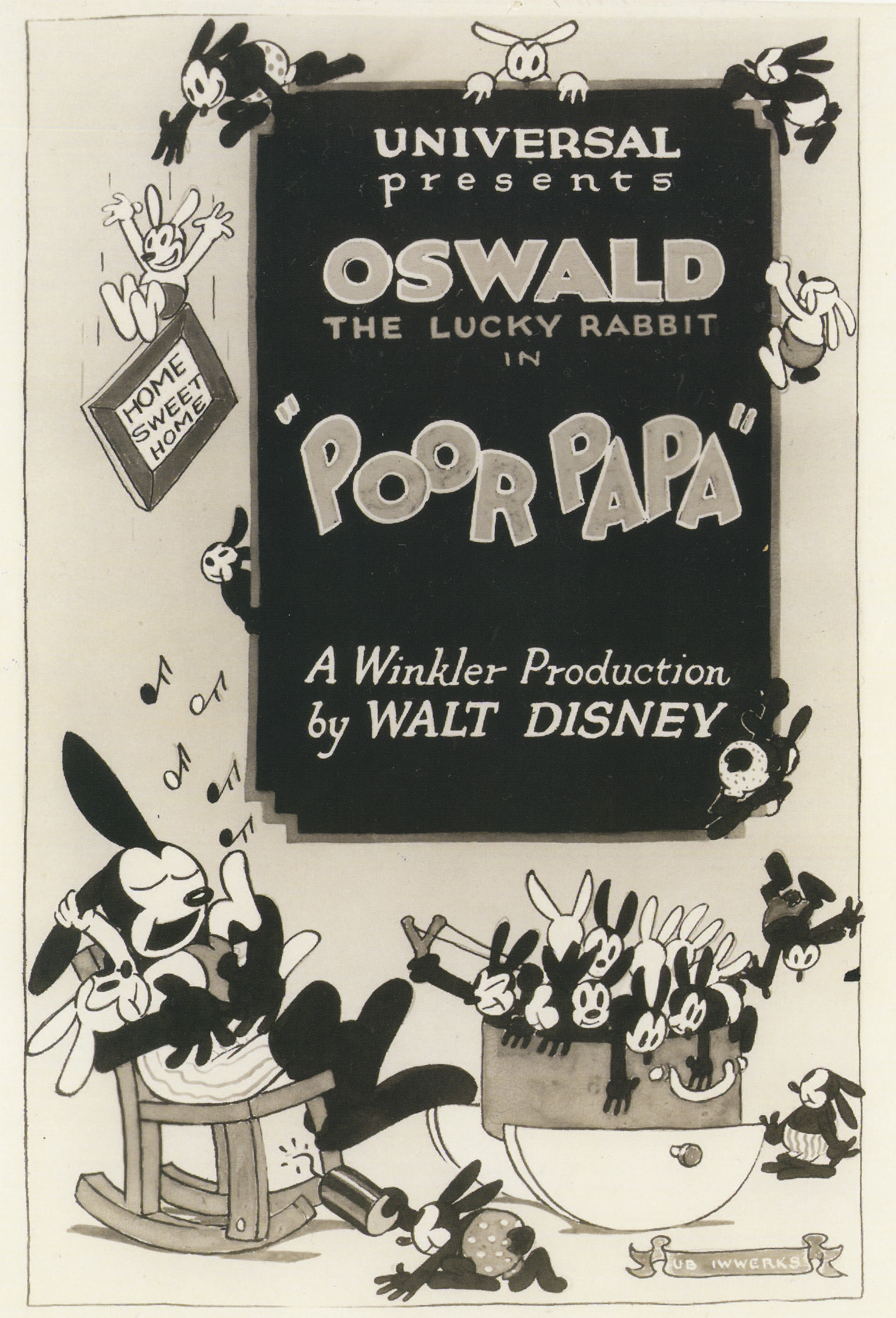
Affiche de Poor Papa (1928).

### 1927-1928: la création sous Disney
En janvier 1927, Mintz demande à Disney, qui achève les derniers courts métrages des Alice Comedies comme l’exige son contrat, de concevoir un personnage de lapin qui sera le héros d'une nouvelle série. Dans le courant du mois, Disney lui renvoie une série d'esquisses préparatoires proposant différents lapins.
Le 4 mars 1927, Mintz signe avec Universal Pictures un contrat de production qui prévoit 26 courts métrages, produits par Disney pour 2 250 $ par film. Ce n'est qu'ensuite que Mintz commande à Disney la réalisation des Oswald.

#### Poor Papa, le pilote
La production de Alice in the Klondike est lancée lorsque Mintz demande à Walt Disney d’entamer la production d'une nouvelle série, Oswald le lapin chanceux. Cela oblige Disney à produire deux séries parallèles en mars et avril, pour ne plus produire que celle d’Oswald à partir de mai 1927, comme le prévoyait le contrat signé avec Carl Laemmle, le directeur d'Universal, pour produire une série de dessins animés qui devaient être distribués par Charles B. Mintz et George Winkler.
La création du personnage n'est pas parfaitement définie, selon Merrit et Kaufman, elle pourrait être due à une collaboration entre les artistes de Disney et les équipes commerciales d'Universal malgré les propos accordant la paternité du personnage à Mintz. Le nom Oswald est lui attribué par Arthur Mann à P. D. Cochrane, directeur du département publicitaire d'Universal, tandis que Walt aurait raconté à sa fille Diane Disney que le nom aurait été littéralement tiré dans un chapeau. L'aspect graphique du personnage semble avoir atteint une définition vers mi-mars 1927, car des documents publicitaires émanant d'Universal publiés avant cette date diffèrent de ceux de la production du premier court métrage de Disney, Poor Papa, terminé début avril 1927.
Le premier épisode, intitulé Poor Papa, est livré en juin 1927 mais ce pilote est refusé par Universal,. Walt Disney avec Ub Iwerks créent alors un second film Trolley Troubles qui est accepté et marque le lancement de la série.

#### Début d'une série à succès

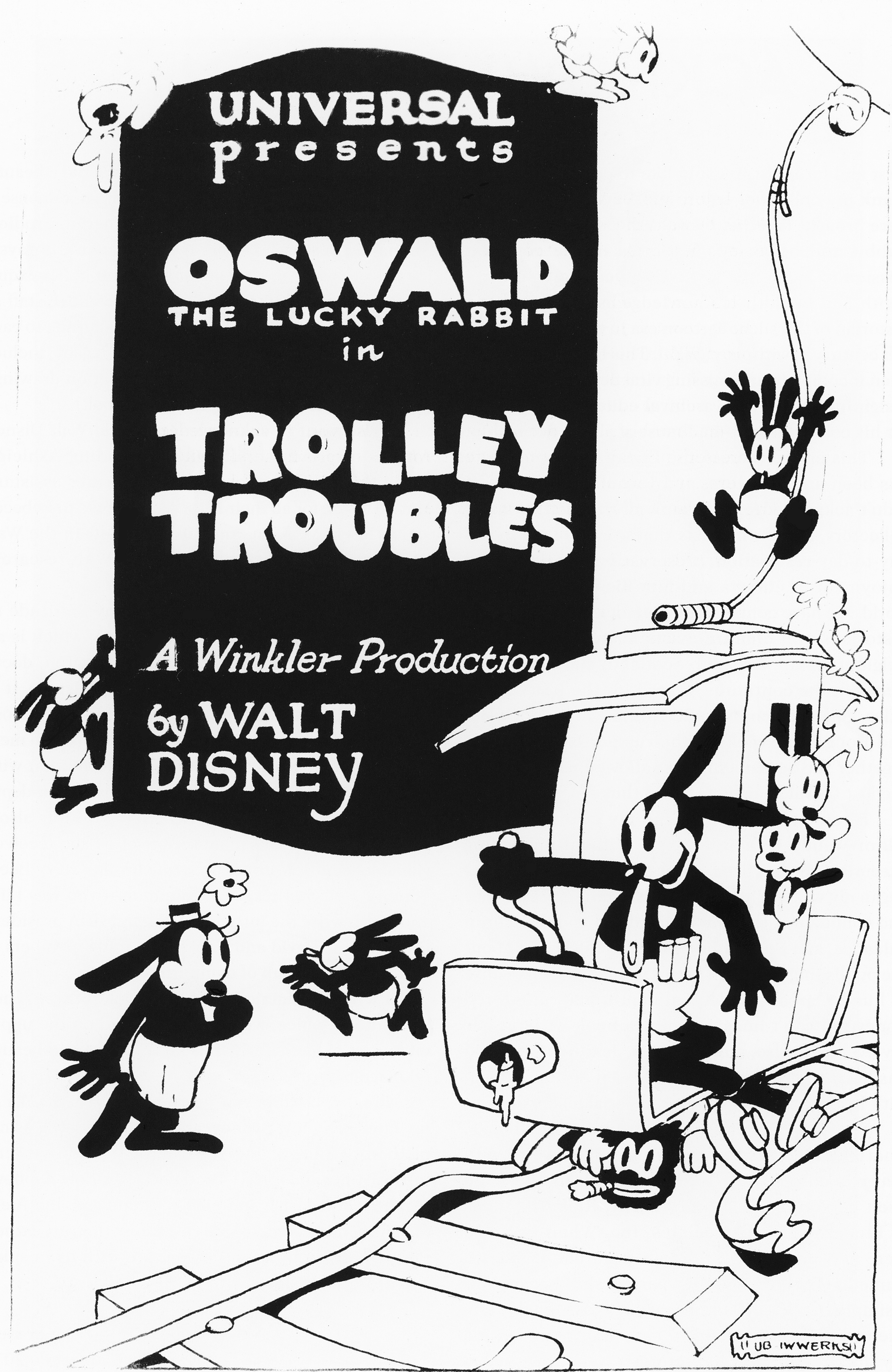
Affiche de Trolley Troubles

Trolley Troubles, le second film, est produit durant l'été en même temps que la production des Alice s'arrête. Le dernier Alice sort en août, suivi dès septembre par le second Oswald, Trolley Troubles. Ce film a eu la chance de sortir à la fois sur la côte Est, au Roxy de New York et sur la côte Ouest, au Criterion de Los Angeles, deux temples du cinéma. Dans ce film, le personnage d'Oswald développe un caractère emprunt des stars de la comédie burlesque de l'époque comme Charlie Chaplin et plus spécialement Buster Keaton, une « combinaison de bonhomie et de détermination ».
Peu avant l'été, Disney est ennuyé avec sa production et, de peur de ne pas pouvoir remplir sa part du contrat (à savoir produire 26 films en moins d'un an), il se lance dans des recrutements. Rudolf Ising pose sa démission en mars 1927, remplacé moins d'une semaine après par son prédécesseur, et donc aussi successeur Mike Marcus. Les Clark est engagé lors du démarrage de la série, Johnny Cannon rejoint le studio en juillet 1927, la plupart des nouveaux animateurs sont alors nommés assistants d'Ub Iwerks et Hugh Harman tandis qu'Hazel Sewel, demi-sœur de Lillian Disney, est engagée à l'encrage. Autre élément afin d'assurer une production plus importante, le studio est divisé en deux équipes, l'une regroupée autour d'Iwerks et Friz Freleng, l'autre d'Harman et Rollin Hamilton.
Durant l'été 1927, Disney entame aussi une pratique qu'il conservera très longtemps, la prime au gag ; d'autres primes ou bonus ont aussi existé. Iwerks et Freleng ont ainsi écrit l'histoire et animé le court métrage The Banker's Daughter. Freleng se souvient qu'une prime avait été faite en cas de réalisation dans les temps des films.
Comme convenu dans le contrat signé par Mintz, la série est diffusée à partir de septembre par Universal qui utilise sa puissance commerciale.
L'un des éléments qu'apporte Universal au succès de Disney est la promotion du personnage. Le personnage d'Oswald est ainsi le premier de Disney à avoir connu des produits dérivés, à savoir une sucrerie, un ensemble de crayons et une broche,,. La barre chocolatée a été produite dès le début de l'été 1927, avant la sortie officielle du premier film en septembre, suivi par la broche en juillet, et les crayons au printemps 1928. Ces produits dérivés découlent d'une politique habituelle d'Universal, qui exploitait le plus possible ses marques.
Un autre élément est la diffusion régulière dans des cinémas. Universal a par exemple programmé les Oswald dans le Colony Theater de New York, cinéma inauguré en 1924 et loué par Universal depuis 1926.

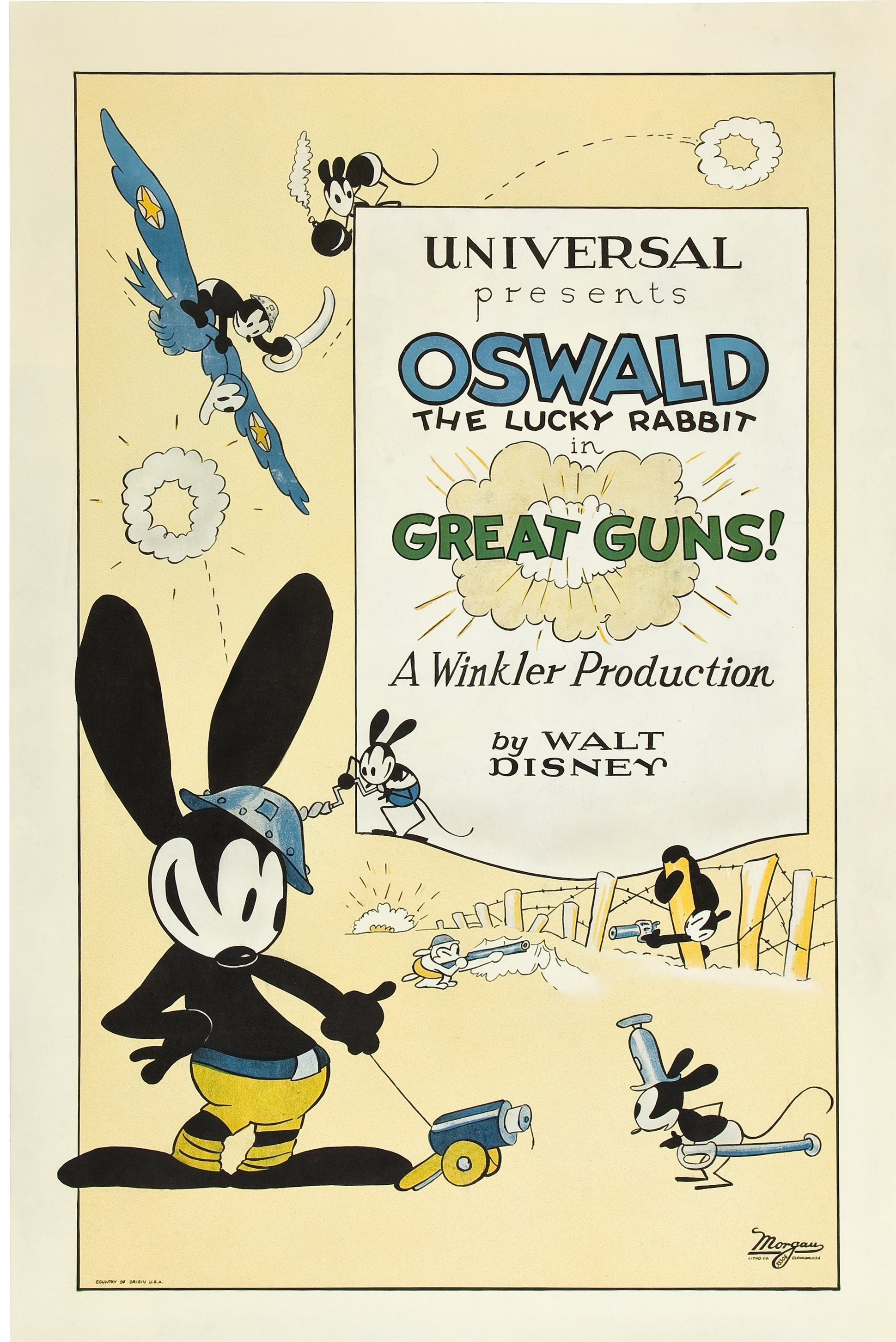
Affiche du court métrage Great Guns (1927).

Le film Great Guns, quatrième de la série, est considéré par le magazine Motion Picture News comme « empli d'humour » et prédit le succès de cette « série pleine d'humour populaire pour tous les types de maisons si le standard présent est maintenu ».

#### Février-mars 1928: retournement de situation
Confiant, grâce au certain succès de la série courant janvier 1928 et à l'approche de la fin du contrat, Disney se rend mi-février à New York pour rencontrer Mintz et lui demander, en même temps qu'un renouvellement du contrat, une augmentation de son budget. Il souhaite passer de 2 250 $ à 2 500 $ par film. Mintz rétorque à Disney qu'il souhaite à l'inverse faire réduire les coûts de production de 20 %. Il apprend à Walt Disney que d'après les contrats signés en 1927, c'est Universal qui détient les droits de la série, Winkler n'est qu'un intermédiaire ayant mandaté Disney pour la production. Il avertit aussi Disney qu'en cas de refus, il peut continuer à produire la série dans son propre studio avec une partie des animateurs de Disney. La plupart ont d'ailleurs déjà signé un nouveau contrat avec lui. Maureen Thomas et François Penz déclarent même que « Winkler a volé les droits d'Oswald à Disney ». La motivation de Mintz est assez simple, il souhaite contrôler un peu plus la production des Oswald, les animateurs de Disney devenant ses employés.
Le 1er mars, Walt demande à son frère Roy de faire signer aux employés voulant partir, principalement Iwerks, des contrats « dans le marbre », mais ces derniers refusent en raison des propos alarmistes de Winkler concernant le marché du dessin animé. Roy répond à son frère dès le lendemain.
De son côté, d'après Merrit et Kaufman, Disney aurait approché durant son séjour à New York, Bill Nolan l'animateur en chef de Mintz pour le débaucher mais celui-ci refusa.
Les négociations se poursuivent jusqu'au 13 mars lorsque Disney refuse le contrat et quitte New York. Ce serait durant ce voyage de retour que serait né Mickey Mouse. Disney poursuit la production des films en cours d'Oswald, le contrat prévoyait un total de 26 films. Mais en parallèle, avec Ub Iwerks et Les Clark qui n'ont pas signé avec Mintz, il développe une nouvelle série basée sur le personnage graphiquement proche d'Oswald, Mickey Mouse.
La société Universal a sonorisé certains des courts métrages produits par Disney dans les années 1940,. D'après le site Golden Age Cartoons, ce seraient six courts métrages qui ont été sonorisés par Universal mais en 1931.

### 1928-1929: Winkler et Mintz produisent à la place de Disney
Malgré de nombreux entretiens avec des animateurs de chez Disney, Winkler n'avait pas encore de studio sur la cote ouest début février 1928 mais plusieurs employés s'apprêtaient à partir. Le 10 février 1928, Ising informe Freleng dans une lettre, que « leurs projets de lancer leur propre studio est annulé en l'absence d'un contrat avec un distributeur mais que comme Hugh, Max et Rollin Hamilton, il a signé avec Georges Winkler pour faire des Oswald ». Ce n'est qu'une dizaine de jours plus tard que Walt se rend à New York pour renégocier son contrat.
Mintz renégocie de son côté le contrat qui le lie à Universal et en raison du succès de la série, Universal accorde la production d'une seconde série de films. Aucun auteur ne précise si l'égalité entre le nombre de films produits par le studio Disney et celui du studio de Mintz est une conséquence directe du renouvellement de ce contrat.
Avec le refus de Disney, comme il l'avait indiqué, Mintz crée un studio californien avec les anciens employés de Disney et continue à produire des dessins animés d'Oswald le lapin. Mintz se retrouve donc avec un studio à New York produisant les Krazy Kat, et un à Hollywood produisant les Oswald, dirigé par Winkler, nommé Robert Winkler Productions.
Le premier réalisé par le studio de Mintz est High Up, sorti le 23 juillet 1928. Les productions de Mintz, qui obtiennent elles aussi un certain succès, diffèrent peu de celles de Disney, en raison du faible budget qui leur est alloué et aussi par la conservation du même humour rural.
Parmi les membres du studio de Winkler, Rudolf Ising et Hugh Harman, anciens de chez Disney, poursuivent l'utilisation du style graphique des comics strip utilisé par Disney mais aussi par Max et Dave Fleischer pour Koko le clown ou Messmer-Sullivan pour Félix le Chat. Winkler agrandit son équipe de transfuges de Disney avec quelques nouveaux talents dont Mack Sennett, créateur de gags de talent, l'intervalliste Pinto Colvig et Walter Lantz, réalisateur à partir de Mississippi Mud.
Au début de leur contrat avec Universal et afin de respecter les délais de livraison, Winkler et Mintz sortent le pilote Porr Papa refusé par Universal et ressortent deux films produits par Disney, The Fox Chase et Sagebrush Sadie.
Mintz tente quelques innovations et produit ainsi en février 1929, le premier Oswald le lapin sonore, Hen Fruit, se lançant ainsi sur les traces de Walt Disney avec le Mickey Mouse Steamboat Willie. Ce film comprend un accompagnement musical de Bert Fiske et des effets sonores réalisés par l'équipe de Winkler avec les moyens du bord, la méthode « chaudrons et casseroles ». Le second film de février, Sick Cylinders, sort avec une bande et des effets sonores interprétés par l'Universal Jazz Band.
Courant 1928, après avoir animé chacun trois films pour Winkler, Harman et Ising créent leur propre studio et en 1929 proposent à Carl Laemmle de produire eux-mêmes la série Oswald, ainsi que leur propre série d'animation avec son synchronisé, Bosko avec le pilote Bosko the Talk-Ink Kid.
Mais Laemmle rejette la proposition et, comme il n'est pas satisfait des productions de Mintz, il décide au printemps 1929 de ne pas renouveler le contrat Winkler-Mintz au profit d'une production en interne.

### 1929-1960: Universal prend le contrôle de la production

#### 1929-1938: Lantz poursuit la série au sein d'Universal
Laemmle demande à Walter Lantz de diriger un service d'animation interne, installé sur le terrain des Studios Universal, et chargé de produire la suite de la série des Oswald.
Afin de créer son studio, futur Walter Lantz Productions, Lantz débauche plusieurs membres du studio de Winkler mais ils partent aussi rapidement : le compositeur Bert Fiske part dès septembre 1929, remplacé par David Broekman, Tom Palmer et Rollin Hamilton anciens de chez Disney puis Winkler qui partent chez Harman-Ising dès 1930 et Clyde Geronimi et Pinto Colvig rejoignent Disney en 1931, ce dernier devenant scénariste et acteur vocal dont la voix de Dingo. D'autres restent et deviennent indispensables, tel que Bill Nolan, animateur à la rapidité d'exécution et à la maîtrise comparable à celle d'Ub Iwerks chez Disney.
Parmi les jeunes animateurs du studio, alors en grande majorité des intervallistes, on peut citer Manuel Moreno, Fred Tex Avery, Ray Abrams, Laverne Harding, Sidney Sutherland, Virgil Ross, Fred Kopietz et Lester Kline.
L'équipe se met rapidement au travail et produit son premier film, Race Riot ("Émeute raciale" en français) qui sort le 2 septembre 1929. Durant les dix années suivantes, le studio de Lantz produit 140 dessins animés avec Oswald le lapin.
Lantz et Nolan se partagent alors le rôle de réalisateur, coréalisant certains épisodes. Après ce changement de producteur en 1929, l'aspect du personnage est légèrement modifié au cours des années : à partir de l'année 1931, il enfile des gants blancs, son visage est rendu plus « mignon » grâce à des yeux plus larges, sa tête grossit, tandis que ses oreilles se raccourcissent. Sous l'égide de Lantz, Oswald gagne une bande sonore plus jazz et une voix dans Ozzie of the Circus (1929), celle de Mickey Rooney,.
En 1930, le compositeur James Dietrich, membre du Paul Whiteman Orchestra, remplace David Broekman à partir de Hell's Heels et composera les musiques d'Oswald jusqu'en 1937. La même année, Oswald apparaît en invité vedette dans La Féerie du jazz (The King of Jazz), un film en prise de vue réelle contenant une séquence musicale animée en couleur sur deux bandes (de 2 min 30), où il côtoie les créatures de la jungle dans laquelle Paul Witheman vient prendre la couronne du roi du jazz à un lion.
En 1931, en proie à des difficultés financières, Lantz est contraint de raccourcir les Oswald, réutiliser les productions de Disney et pour diversifier ses revenus, de démarrer une seconde série d'animation Pooch the Pup (en) dont il prend la réalisation, laissant les Oswald à Nolan. Nolan avait nommé depuis le milieu de l'année 1930 deux animateurs en chef pour les films d'Oswald, Ray Abrams et Tex Avery ; l'influence de ce dernier grandit rapidement.
En 1933, Lantz met fin à la série Pooch the Pup, reprend la réalisation en alternance avec Nolan et est nommé en tant que réalisateur de The Merry Old Soul pour l'oscar du meilleur court métrage d'animation, c'est le premier pour Oswald.
Ce n'est qu'en 1934 avec Toyland Premiere qu'un épisode d'Oswald contient de la couleur (aussi 2 séquences en couleur). Ce sera toutefois un cas isolé pour le reste de la carrière d'Oswald en dehors d'un dernier épisode en 1943.

#### 1935-1938: Lantz fonde son propre studio
Oswald apparaît en 1935 dans une bande dessinée lorsque DC Comics l'inclut dans ses séries New Fun (renommé plus tard More Fun). Ses aventures, dessinées crûment par Al Stahl, sont publiées dans une série d'une page durant la première année du magazine et cessent ensuite. La version papier conserve la fourrure noire du début, même après que la version cinématographique est devenue blanche.
Malgré cela, l'année 1935 marque pour Lantz plusieurs changements importants. Le premier est le départ de Bill Nolan pour les Fleischer Studios, sa dernière participation est la coréalisation de Hill Billys avec Tex Avery, forçant Lantz à regrouper ses animateurs en une seule équipe. Avery part lui aussi quelques mois plus tard, après avoir coréalisé Towne Hall Follies, avec une partie des animateurs qui étaient sous la direction de Nolan : Sid Sutherland, Virgil Ross, Joe D'Igalo et Jack Carr. Ce groupe d'animateurs rejoint alors Chuck Jones, Bob Clampett et Bob Cannon, et forment la troisième unité d'animation des studios Warner Bros., sous la direction de Leon Schlesinger. Lantz profite alors de la situation pour demander à Laemmle l'autorisation de fonder un studio en dehors du giron d'Universal.
Le 16 novembre 1935, Lantz fonde son propre studio, les Walter Lantz Studios. Il nomme Victor McLeod scénariste en chef, poste qu'il gardera jusqu'en 1940, et demande à Manuel Moreno de redessiner Oswald.
Le film Case of the Lost Sheep est le premier produit par Lantz en tant que studio indépendant sous contrat avec Universal. Dans ce film, Oswald est presque totalement métamorphosé. Le personnage de lapin est dessiné avec un aspect plus réaliste et sa fourrure devient blanche. Cette version du lapin est une copie directe d'un autre lapin de Lantz apparu quelques mois plus tôt dans The Fox and the Rabbit (1935 contenant 2 séquences en Technicolor). Ce dessin animé est le dernier de Cartune Classics, une précédente série de Lantz. Une question encore sans réponse est de savoir si le lapin de Fox and the Rabbit a influencé le nouvel Oswald - quitte à en prendre le nom - ou si l'Oswald en préparation a influencé l'autre lapin.
En 1936, Lantz arrête la coréalisation des Oswald, mais son studio en poursuit la production, alors la plus importante star en animation d'Universal. La série perd de son attrait et, pour la revitaliser, Lantz demande l'ajout de nouveaux personnages dont le premier est Elmer le Great Danois, le chien d'Oswald. Beaucoup d'autres suivront, mais sans masquer le fait que la série ne possède plus de personnage vedette.
Trois personnages de singes apparus l'année précédente dans le court métrage d'Oswald Monkey Wretches deviennent les héros de leur propre série : Meany, Miny, and Moe (en). Les dessins animés comprenant le nouvel Oswald semblent être différents de leurs prédécesseurs de plusieurs manières. Des changements mineurs dans le dessin interviennent en parallèle de l'adoucissement des histoires.
Courant 1938, Lantz décide de changer de personnage vedette et entame une nouvelle série Andy Panda, qui ne sortira que l'année suivante. Happy Scouts (1938) marque la fin des dessins animés d'Oswald et ajoute un dernier changement, sa fourrure change d'une couleur unie pour une fourrure bicolore. En 1940, Universal met fin au contrat de distribution des productions de Walter Lantz.
Oswald réapparaît toutefois en 1943 dans un épisode en couleur d'Andy Panda, produit par le studio de Lantz, nommé Egg Cracker Suite et faisant partie des Swing Symphonies. La couleur n'est présente que sur trois séquences, soit une de plus que les deux autres tentatives colorées.

#### 1942-1960: une vie en bande dessinée
En 1942, Oswald recommence sa carrière mais cette fois en bande dessinée dans une série nommée Oswald the Rabbit, incluse dans une nouvelle version de la publication The Funnies de Dell Comics intitulée New Funnies. Cette nouvelle série est influencée par le style graphique de la dernière version animée du personnage et les personnages des autres productions en comics du moment. Suivant le développement typique des comics par rapport au dessin animé, les histoires parues dans New Funnies donnèrent au personnage une direction propre.
Au début des aventures de New Funnies, Oswald habite dans un monde proche de celui de Winnie l'ourson, c'est un animal en peluche, habitant une forêt avec des amis, essentiellement des jouets animés. On compte Toby Bear, Maggie Lou la poupée de bois, Hi-Yah Wahoo l'indien en bois, et une poupée mécanique de Woody Woodpecker emplie de noisettes et de boulons. Le personnage de Woody Woodpecker est apparu en 1940 dans le cinquième film de la série Andy Panda.
En 1943, Oswald apparaît sporadiquement dans une autre publication de Dell, les Four Color Comics.
En 1944, avec l'arrivée de l'écrivain John Stanley, le motif de l'animal en peluche disparaît tout comme les personnages de Maggie Lou, Woody et Wahoo. Oswald et Toby deviennent des animaux de chair et de sang vivant dans des petits appartements de Lantzville. La série change aussi de dessinateur, passant de John Gormley à Dan Noonan et Lloyd White.
En 1948, Toby adopte deux jeunes lapins orphelins pour qu'Oswald les éduque. Floyd et Lloyd s'enracinent dans la vie de Poppa Oswald mais Toby est rejeté à l'arrière-plan disparaissant pour de bon en 1953. Floyd et Lloyd deviennent alors les deux fils d'Oswald.
Les histoires suivantes se centrent sur les aventures d'Oswald et ses fils, cherchant du travail ou simplement les protégeant des méchants tels que Reddy Fox le mangeur de lapin ou Gabby Gator (à partir de 1961), un transfuge des dessins animés de Woody Woodpecker. C'est principalement Jack Bradbury, aussi connu pour son travail sur Mickey Mouse, qui dessine les personnages.
Avant sa disparition définitive du cinéma, Oswald apparaît en invité vedette dans l'épisode The Woody Woodpecker Polka en 1951 à nouveau dans trois séquences en Technicolor, principe devenu une règle dans l'industrie du dessin animé court métrage.
Après les années 1960, la production aux États-Unis est en sommeil, d'autres pays produisent encore des comics d'Oswald le lapin par exemple au Mexique ou en Italie. Ces productions s'inspirent surtout des histoires de la série parue dans Dell. Récemment, une vague « rétro » tente de recréer les Oswald originaux de Disney.

### 2006-2010: Disney reprend les droits d'Oswald
Le 9 février 2006, un revirement de situation intervient quand la Walt Disney Company obtient les droits que Walt Disney n'avait jamais eu sur les 26 courts métrages qui avaient été produits par les studios Disney en 1927 et 1928. NBCUniversal, propriétaire des droits d'Oswald le lapin, désirait embaucher à sa demande le présentateur sportif Al Michaels, vedette des chaînes ABC et ESPN détenues par Disney, afin de présenter une émission sportive sur NBC Sports. Michaels voulait rejoindre son partenaire John Madden pour présenter les émissions du lundi soir sur NBC après qu'ABC eut perdu le contrat de diffusion de la National Football League et malgré la signature d'un contrat à long terme de la NFL avec ESPN.
Cet accord a largement été défini comme une vente mais c'est surtout un échange avec le transfert des droits d'Oswald le lapin par NBC/Universal à Disney en contrepartie de l'arrêt du contrat liant Michaels à Disney.
Le contrat ne concernait pour la partie consacrée à Oswald le lapin que les 26 films produits par l'équipe de Disney et non par Mintz ou Lantz. Depuis ce changement de droit, un DVD comprenant les films d'Oswald le lapin a été édité.
Le 21 juin 2008, Disney Consumer Products a annoncé le lancement en collaboration avec Lucky Brand Jeans de gammes de produit comprenant le personnage d'Oswald.
En octobre 2009, le Disney Interactive Studios dévoilent quelques éléments du jeu Epic Mickey (2010) dont la présence d'Oswald comme protagoniste dans un univers Disney post-apocalyptique conçu par Warren Spector. À l'occasion de cette sortie en jeu vidéo, Oswald est associé à un personnage féminin du nom d'Ortensia,.

### Depuis 2010: Plusieurs films redécouverts
Le 28 novembre 2011, la société britannique Huntley Film Archives indique avoir retrouvé un exemplaire du film Hungry Hoboes (1928) sur bobine de 16mm en celluloïd d'acétate considéré comme perdu depuis la Seconde Guerre mondiale, exemplaire qui doit être mis aux enchères le 14 décembre 2011. Le 11 décembre 2014, la Bibliothèque nationale norvégienne annonce avoir retrouvé grâce à sa campagne de numérisation de ses fonds deux bobines du court métrage Empty Socks (1927) soit près de 5 minutes alors que seule une séquence de 25 secondes était conservée au MOMA. Le court métrage Empty Socks est la première production Disney associée au thème de Noël, dont il ne manque désormais que 30 à 60 secondes au milieu.
Le 19 janvier 2016, Disney présente un extrait du court métrage The Hungry Hobos (1928) récemment redécouvert et restauré sur le site de Yahoo.
Le 14 novembre 2018, deux extraits du court métrage Neck 'n' Neck d'Oswald le lapin chanceux considérés comme perdus ont été retrouvés au Japon,,. L'un de deux minutes a été retrouvé par un chercheur de l'animation à la retraite lors d'une vente de jouet à Osaka, vendu 500 yens sous le titre Mickey Manga Spide et est désormais stocké au Kobe Planet Film Archive. Le second extrait de 50 secondes a été retrouvé par l'auteur David Bossert et est stocké au Toy Film Museum de Kyoto.

## Le personnage
Le personnage est un lapin graphiquement très proche du personnage de Félix le Chat né en 1919. Il est noir avec un short blanc et de longues oreilles pendantes. Pour Kevin S. Sandler, il reprend le style graphique des comics strip utilisé par Disney dans les Alice Comedies, par Max et Dave Fleischer pour Koko le clown ou par Messmer-Sullivan pour Félix le Chat.
Oswald possède de longues oreilles pendantes, un visage allongé (pointu comme les souris), des longues pattes en trois segments dont les pieds plats et allongés, cinq doigts. Ces éléments se retrouvent sur les souris dessinées par Hugh Harman. Le ventre d'Oswald est légèrement « bedonnant » en raison d'un tronc légèrement plus long que celui de Julius ou de Mickey Mouse. Dans Oh Teacher (1927), il est capable de retirer sa patte pour l'embrasser afin de se porter chance.

## Filmographie
Par une pure coïncidence, non liée aux différents contrats avec Universal, les studios de Disney et de Mintz produisirent chacun 9 films durant la première année de leur contrat et 17 la seconde.
Avec les trois studios de production, on dénombre 192 films.

### Les années Disney
1927
- Trolley Troubles
- Oh Teacher
- The Mechanical Cow
- Great Guns
- All Wet
- The Ocean Hop
- The Banker's Daughter
- Empty Socks
- Rickety Gin

1928
- Harem Scarem
- Neck 'n' Neck
- The Ol' Swimmin' Hole
- Africa Before Dark
- Rival Romeos
- Bright Lights
- Oh, What a Knight
- Sagebrush Sadie
- Ride'em Plowboy
- Sky Scrappers
- Ozzie of the Mounted
- Hungry Hoboes
- Poor Papa – Court métrage pilote
- The Fox Chase
- Tall Timber
- Sleigh Bells
- Hot Dog

### Les années Winkler
1928 :
- High Up
- Mississippi Mud
- Panicky Pancakes
- Fiery Firemen
- Rocks and Socks
- The South Pole Flight
- Bull-Oney
- A Horse Tale
- Farmyard Follies

1929 :
- Homeless Homer
- Yanky Clippers
- Hen Fruit – Premier Oswald le lapin sonore
- Sick Cylinders
- Hold 'em Ozzie
- The Suicide Sheik
- Alpine Antics
- The Lumberjack
- The Fishing Fool
- Stage Stunts
- Stripes and Stars
- The Wicked West
- Ice Man's Luck
- Nuts and Jolts
- Jungle Jingles
- Weary Willies
- Saucy Sausages

### Les années Lantz
1929 :
- Race Riot
- Oil's Well
- Permanent Wave
- Cold Turkey
- Pussy Willie
- Amateur Nite
- Hurdy Gurdy
- Snow Use
- Nutty Notes
- Ozzie of the Circus

1930 :
- Kounty Fair
- Chilly Con Carmen
- Kisses and Kurses
- Broadway Folly
- Bowery Bimbos
- The Hash Shop
- The Prison Panic
- Tramping Tramps
- Hot for Hollywood
- Hell's Heels
- My Pal Paul
- Not So Quiet
- Spooks
- Cold Feet
- Snappy Salesman
- Henpecked
- The Singing Sap
- The Detective
- The Fowl Ball
- The Navy
- Mexico
- Africa
- Alaska
- Mars
- La Féerie du jazz (The King of Jazz) - Unique apparition dans un film en prises de vue réelles

1931 :
- China
- College
- Shipwreck
- The Farmer
- The Fireman
- Sunny South
- Country School
- The Bandmaster
- Northwoods
- The Stone Age
- Radio Rhythm
- Kentucky Belles
- Hot Feet
- The Hunter
- Wonderland
- The Hare Mail
- The Fisherman
- The Clown

1932 :
- Grandma's Pet
- Mechanical Man
- Wins Out
- Beau and Arrows
- Making Good
- Let's Eat
- The Winged Horse
- Cat Nipped
- A Wet Knight
- A Jungle Jumble
- Day Nurse
- The Busy Barber
- Carnival Capers
- Wild and Woolly
- Teacher's Pests

1933 :
- The Plumber
- The Shriek
- Going to Blazes
- Beau Best
- Ham and Eggs
- Confidence
- Five and Dime
- The Zoo
- The Merry Old Soul
- Parking Space

1934 :
- Chicken Reel
- The Candy House
- The County Fair
- The Toy Shoppe
- Kings Up
- Wolf! Wolf!
- The Ginger Bread Boy
- Goldielocks and the Three Bears
- Annie Moved Away
- The Wax Works
- William Tell
- Chris Columbus Jr.
- The Dizzy Dwarf
- Ye Happy Pilgrims
- Sky Larks
- Spring in the Park
- Toyland Premiere – Premier Oswald le lapin en couleurs (deux séquences en Technicolor)

1935 :
- Robinson Crusoe Isle
- Hill Billys ou The Hillbilly
- Two Little Lambs
- Do A Good Deed
- Elmer the Great Dane
- Towne Hall Follies
- At Your Service
- Bronco Buster
- Amateur Broadcast
- The Quail Hunt
- Monkey Wretches
- Case of the Lost Sheep
- Doctor Oswald

1936 :
- Soft Ball Game
- Alaska Sweepstakes
- Slumberland Express
- Beauty Shoppe
- The Barnyard Five
- Fun House
- Farming Fools
- Battle Royal
- Music Hath Charms
- Kiddie Revue
- Beachcombers
- Night Life of the Bugs
- Puppet Show
- The Unpopular Mechanic
- Gopher Trouble

1937 :
- Everybody Sing
- Duck Hunt
- The Birthday Party
- Trailer Thrills
- The Wily Weasel
- The Playful Pup
- Lovesick
- Keeper of the Lions
- The Mechanical Handy Man
- Football Fever
- The Mysterious Jug
- The Dumb Cluck

1938 :
- The Lamp Lighter
- Man Hunt
- Yokel Boy Makes Good
- Trade Mice
- Feed the Kitty
- Happy Scouts

1943 :
- Egg Cracker Suite - Dernier Oswald le lapin et second en couleurs (trois séquences en Technicolor)

1951 :
- The Woody Woodpecker Polka - apparition uniquement

## Analyse de la série
La littérature est assez abondante pour la période des productions Disney mais peu d'éléments existent à l'heure actuelle sur les périodes postérieures. Ainsi, Susan E. Davis et Margo DeMello indiquent dans leur œuvre Stories Rabbits Tell que le personnage d'Oswald « a vécu seulement entre 1927 et 1928 ».

### La période Disney
Selon Merritt et Kaufmann, le personnage d'Oswald est souvent vu comme une « transition entre le Julius des Alice Comedies et Mickey Mouse », mais il est plus un Julius affranchi des limites des prises de vue réelles des derniers Alice et possède quelques traits de caractère que Mickey perdra rapidement au profit d'un certain self-control.
Le rythme, l'innovation et l'animation de qualité sont des éléments qui expliquent le succès de la série ainsi que le respect de certains conventions, du cinéma en prise de vue réelle, en vigueur à Hollywood. Merrit et Kaufman notent que la pré-production occupe une part de plus en plus importante du travail du studio. L'histoire est ainsi confectionnée grâce à des dessins préparatoires, esquissés au préalable sur des pages, chacune regroupant invariablement six images, et un script de plus en plus long ; par exemple lorsqu'une page permettait de définir une dizaine de scènes d'une Alice Comedies, il a fallu en février 1928 une page complète pour décrire la scène d'ouverture de Sky Scrappers. Toutefois ce n'est pas encore un storyboard, invention apparue quelques années plus tard.

#### Une série humoristique
Steven Watts résume la série chez Disney ainsi : « Oswald était un personnage joueur, énergique et fédérateur, ses films étaient légers, au rythme effréné et pleins d'humour ». La série a eu un certain succès qui a attiré l'attention des animateurs new-yorkais et du public, ainsi que quelques revenus substantiels pour solidifier la situation financière du studio Disney.
Pour Michael Barrier, dans le film Bright Lights, animé par Hamilton et Harman, Oswald démontre « une vie intérieure, des émotions se reflétant dans ses actions », en comparaison des films animés par le très « mécanique » Iwerks.
Sean Griffin précise que plusieurs films, à l'instar des Alice Comedies, utilisent des scènes d'humour « sous la ceinture ». Ainsi dans Tall Timber (1928), le studio de Disney utilise un humour qualifié de « libertin » : après une bagarre avec un ours dans son antre, Oswald se retrouve avec la peau de l'ours sur le dos et l'ours en sous-vêtements féminins.

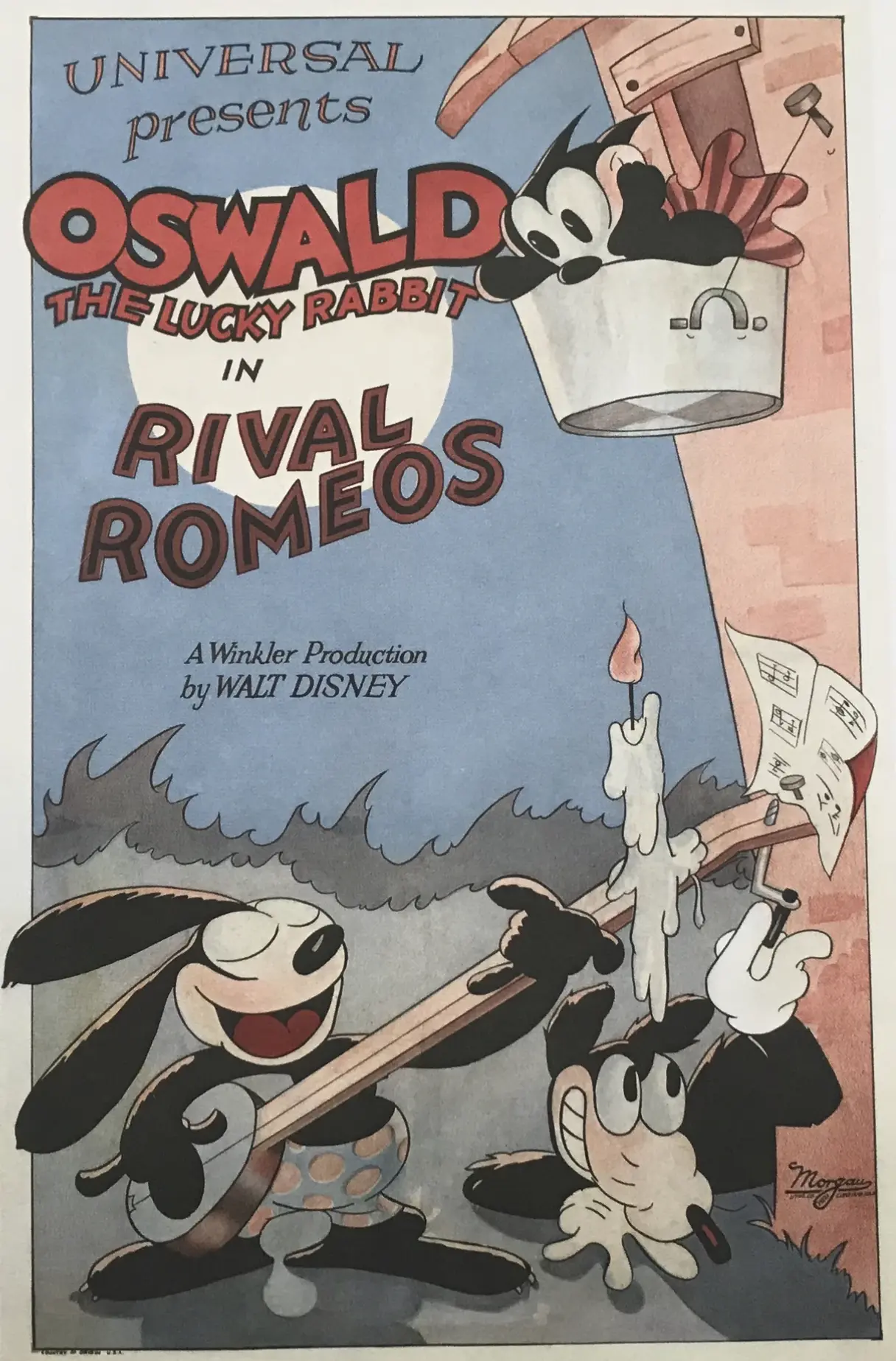
Affiche du court métrage Rival Romeos (1928).

Quelques épisodes des aventures d'Oswald utilisent l'humour lié à la fécondité des lapins comme l'épisode pilote refusé : « Oswald y reçoit la visite de la cigogne... à plusieurs reprises ; il doit alors recourir à divers moyens pour stopper le flot continu de bébés ». Les autres films placent Oswald le lapin dans des positions ou des situations plus anthropomorphiques. L'un des traits d'Oswald dans les courts métrages est sa constante recherche d'un grand amour potentiel. Il fera ainsi la rencontre éphémère de Miss Rabbit, Miss Cottontail, Fanny et d'un certain nombre indéterminé de nounous et danseuses. Pour Merrit et Kaufmann, Fanny reste la plus récurrente et se joint à une troupe comprenant un danois, et Pete, le futur Pat Hibulaire.
Le personnage d'Oswald est qualifié par Merritt de « lapin incorrigible coureur de jupon » et à la différence de Julius de « romantique conventionnel »,. Mais comme le fait remarquer Griffin, Oswald court après le sexe opposé chaque fois que c'est possible, comme le font Félix le Chat ou les personnages d'Out of the Inkwell (dont Betty Boop).
D'autres éléments humoristiques sont associés par Griffin à de la simple violence, tels que les nombreux coups de pied aux fesses distribués dont le plus récurrent, le terme The End percutant l'arrière-train du personnage à chaque générique de fin. Un autre trait d'humour récurrent est lié aux nombreuses vaches qui arrosent de lait leur entourage après que leurs pis ont été pressées, volontairement ou non. Russell Merrit, évoqué par Griffin, se demande même si « la vache n'est pas un acolyte d'Oswald tellement ses apparitions sont nombreuses »,.

#### Transition entre Félix le Chat et Mickey Mouse
Susan E. Davis et Margo DeMello déclarent qu'Oswald préfigure Mickey Mouse et partage avec lui de nombreux points : visage, morphologie et vêtements.
Donald Crafton qualifie Oswald d'être « essentiellement Félix le chat avec des oreilles pendantes »,. Plus tard, Franklin Thomas et Ollie Johnston décrivent « Mickey Mouse à ses débuts comme un Oswald avec des oreilles rondes, un nez en forme de bulbe et une longue queue fine »,. Mickey « partage aussi dans Plane Crazy la même agressivité sexuelle qu'Oswald ». Pour Davis et DeMello, « l'esprit d'Oswald vit en Mickey Mouse ».
Thierry Steff indique que dans Tall Timber des dessins de Hugh Harman et de Ham Hamilton préfigurent déjà Mickey mais ils ont des griffes car ce sont des ours et non des souris. Toutefois les oreilles rondes dans les vues de trois-quart-face et le sourire font étrangement penser à Mickey.

### Autres périodes
Graphiquement et pour les scénarios, les productions de Mintz-Winkler sont très proches de celles de Disney, tout comme les premiers films réalisés par Lantz en 1929. Toutefois Lantz, avec l'ajout de musique, a transformé Oswald dès le début des années 1930 en comédies musicales mais rendant la personnalité d'Oswald moins consistante, le personnage changeant de manière importante afin de permettre un gag.
À partir de 1930, la série Oswald produite par Lantz consiste essentiellement en une série de gags regroupés par une introduction servant de fil conducteur, beaucoup de gags provenant du jeune animateur Tex Avery dont l'influence est notable par exemple dans The Singing Sap, Hell's Heels, The Prison Panic et encore plus dans The Zoo (1933). La production est aussi divisée entre l'équipe de Lantz, dédiée à une autre série jusqu'à son arrêt en 1933, et celle de Nolan. Les courts métrages de l'équipe de Nolan, dont fait partie Avery, sont souvent plus drôles que ceux de Lantz.

## Adaptations et réutilisations
- Oswald est le premier personnage de Disney à être commercialisé sous la forme de produits dérivés[7],[14] : une sucrerie, un ensemble de crayons et une broche. Mais cette commercialisation serait le fait de Mintz et non Disney, qui l'aurait découverte à New York en février-mars 1928 lors du renouvellement de contrat[14]. Jimmy Johnson évoque lui un contrat pour une barre chocolatée à l'effigie d'Oswald le lapin chanceux, contrat signé par Roy Oliver Disney[46].
- Un scénario abandonné de Blanche-Neige et les Sept Nains (1937) ajoute les éléments suivants et voulait faire référence à Oswald le lapin chanceux[47] :

La Reine, folle de jalousie, fait arrêter et enfermer le Prince dans le donjon. Elle essaye de le forcer à l'épouser et manipule des squelettes, nommant l'un d'eux Prince Oswald.
- En 2010, Oswald est à l'affiche en tant que protagoniste dans un jeu vidéo basé sur un univers Disney post-apocalyptique : Epic Mickey. Oswald se retrouve roi du Monde de la Désolation, dimension accueillant les personnages oubliés ou mal-aimés de Disney. Après la quasi-destruction de son monde par Mickey, il tentera de le reconstruire et de détruire le fantôme noir avec l'aide de Mickey Mouse.
- Depuis décembre 2023, Oswald apparaît comme pilote jouable sur le jeu vidéo de course Disney Speedstorm.
- En mai 2024, Oswald fait son apparition dans le jeu vidéo Disney Dreamlight Valley comme nouveau personnage à débloquer.